# Asota discoidalis
Asota discoidalis är en fjärilsart som beskrevs av Rothschild 1897. Asota discoidalis ingår i släktet Asota och familjen nattflyn. Inga underarter finns listade i Catalogue of Life.